# École nationale de la statistique et de l'administration économique
De École nationale de la statistique et de l'administration économique, ook wel ENSAE ParisTech, is een in 1942 opgerichte grande école (technische universiteit). in Malakoff, een voorstad van Parijs. De instelling is sinds 1991 een onderdeel van de ParisTech associatie.

## Bekende alumni
- Edmond Malinvaud, Frans econoom[2]